# Lisków
Lisków – wieś (dawniej miasto) w Polsce, w województwie wielkopolskim, w powiecie kaliskim, siedziba gminy Lisków.
Lisków uzyskał lokację miejską przed 1458, zdegradowany przed 1600. Do 1954 siedziba gminy Strzałków, a następnie w latach 1954–72 siedziba gromady Lisków.
W okresie I Rzeczypospolitej miejscowość administracyjnie należała do województwa kaliskiego, następnie w czasie istnienia Księstwa Warszawskiego do departamentu kaliskiego, w Królestwie Polskim ponownie do województwa kaliskiego, w okresie II Rzeczypospolitej do województwa łódzkiego i województwa poznańskiego (od 1938), w latach 1944–1975 ponownie do województwa poznańskiego, a od 1975 do 1998 po raz kolejny do województwa kaliskiego.

## Historia
Udokumentowane istnienie wsi znane jest od 1293. Lisków był w posiadaniu arcybiskupów gnieźnieńskich do drugiej połowy XVI w., kiedy to został przekazany na uposażenie kolegium jezuitów w Kaliszu. W czasie wojny trzynastoletniej Lisków wystawił w 1458 czterech pieszych na odsiecz oblężonej polskiej załodze zamku w Malborku. Wieś pozostawała w rękach jezuitów do czasu kasaty zakonu w 1773. Następnie była w posiadaniu kilku rodzin ziemiańskich (m.in. Biernackich) do czasu parcelacji majątku pod koniec XIX wieku.
W pierwszych latach XX w. i w okresie międzywojennym wzorowa wieś spółdzielcza, rozwijająca się dzięki inicjatywie i działalności ks. Wacława Blizińskiego. W 1900 w Liskowie było 100 chałup drewnianych (w tym jedna murowana) z walącymi się strzechami, a w najgorszym stanie był budynek jednoklasowej szkoły, jedynej na całą parafię. Był też niedokończony kościół pw. Wszystkich Świętych. Mieszkańcy utrzymywali się głównie z zarobków uzyskanych z wyjazdów do prowincji pruskich na prace sezonowe.
Przebudowa wsi w sferze społecznej i materialnej następowała stopniowo dzięki ks. Blizińskiemu, który został tu proboszczem w 1900.
W latach 1925 i 1937 zorganizowano w Liskowie wystawy, które spopularyzowały osiągnięcia tej społeczności. Ogólnopolską wystawę – „Wieś polska” w 1925 zwiedziło 47 tys. osób, w tym prezydent Stanisław Wojciechowski, premier Władysław Grabski oraz uczestnicy Międzynarodowego Kongresu Rolniczego.
W 2016 odbyły się tu dożynki wojewódzko-diecezjalne.

## Organizacje gospodarcze
Między 1902, a 1910 powstały następujące przedsiębiorstwa i organizacje:
- 1902 − założono tu spółdzielnię – Spółkę Rolniczo-Handlową „Gospodarz”, która zaczęła działalność od uruchomienia sklepu spożywczego i sprzedaży maszyn. Później zmieniono nazwę na Spółdzielnię Rolniczo-Handlową. Spółdzielnia ta była jakby matką powstających później jednostek gospodarczych.
- 1904 − utworzono Kasę Drobnego Kredytu, która działała następnie jako Kasa Stefczyka. Zorganizowano również kursy rękodzielnicze i założono warsztaty tkackie.
- 1906 − powstało kółko rolnicze.
- 1910 − powstała Spółdzielnia Mleczarska, która wraz z kółkiem rolniczym zajmowała się również szkoleniami miejscowych rolników i spoza Liskowa. W tym samym roku powstały także warsztaty zabawkarskie, które rozrosły się do Lisowskiej Fabryki Zabawek.

Na przestrzeni lat powstały też piekarnie, cegielnia, młyn parowy i spółka budowlana.

## Infrastruktura społeczna, zdrowotna i komunalna
W 1910 we wsi powstała łaźnia i pralnia.
Po wojnie polsko-bolszewickiej ks. Bliziński zorganizował w Liskowie sierociniec św. Wacława dla kilkuset osieroconych dzieci przywiezionych ze Wschodu. Powstał tu szpital i ośrodek zdrowia. W 1929 w Liskowie było dwóch lekarzy, dentysta i położna. W latach 30. lekarzem był dr Karol Kosiński, zaś w czasie II wojny światowej - dr Edmund Łuczak, który za uratowanie żydowskiego dziecka otrzymał w latach 80. tytuł Sprawiedliwego Wśród Narodów Świata.
Wraz z rozwojem gospodarczym wsi zadbano o rozwój infrastruktury komunalnej: powstały utwardzone ulice, we wsi funkcjonował wodociąg i kanalizacja, elektryfikacja wsi wykonana została w oparciu o własną elektrownię. Uruchomione zostało stałe połączenie komunikacyjne do Kalisza. W 1929 funkcjonowało tu kilka sklepów różnych branż, punktów usługowych dla ludności oraz herbaciarnia.
Działania społeczne w Liskowie wspierane były przez państwo, Centralne Towarzystwo Rolnicze, samorządy terytorialne, okolicznych ziemian, Polonię z USA, Kanady i Australii.

## Oświata i kultura
W latach 1905–1907 otwarto w parafii siedem ochronek – nielegalnych polskich szkółek, gdzie nauczano języka polskiego, historii, rachunków, śpiewu oraz religii. Proboszcz organizował także spotkania z dorosłymi, gdzie czytano „Gazetę Świąteczną” i „Zorzę”.
Poziom analfabetyzmu zmniejszył się z 87% w 1900 do 27% w 1914.
W 1913 założono szkołę rolniczą, w 1915 powstało gimnazjum przekształcone w 1921 w Seminarium Nauczycielskie (przeniesione w 1926 do Słupcy). Po odzyskaniu przez Polskę w 1921 powstała Szkoła Rzemieślniczo–Przemysłowa oraz w 1927 Zawodowa Szkoła Żeńska.
W 1908 wybudowano Dom Ludowy. Było to stałe miejsce spotkań grup zainteresowań, a miejscowy Teatr Ludowy co tydzień prezentował w nim swoje spektakle. W Domu Ludowym znajdowała się również dobrze wyposażona sala gimnastyczna.
W latach 1927–1939 wydawano gazetę „Liskowianin”, który był początkowo miesięcznikiem, a później kwartalnikiem.

## Demografia
Liczba budynków mieszkalnych: w 1827 – 64 sztuk, w 1883 – 71 sztuk. Liczba mieszkańców: w 1827 – 448 osób, w 1883 – 700 osób, w 1929 – 864 osób.